# قانون پایستگی
قانون پایستگی (اصل بقا) (به انگلیسی: conservation law) در فیزیک، گزاره ایست بیانگر ثابت ماندن یک کمیت فیزیکی مربوط به یک سیستم مشخص در حین تحول آن سیستم. هر قانون پایستگی قیدهایی را در بر دارد که فقط تحت آن‌ها صادق است. به عنوان مثال، اصل پایستگی انرژی کل مکانیکی فقط زمانی صادق است که همهٔ نیروهای وارد بر سیستم مورد نظر پایستار باشند. به ازای هر قانون پایستگی حاکم بر یک سیستم، می‌توان معادلهٔ دیفرانسیل حاکم بر سیستم را یک مرتبه کاهش داد. هر قانون پایستگی نتیجهٔ وجود یک تقارن در سیستم است.
مهم‌ترین قانون‌های پایستگی عبارتند از:
- پایستگی جرم و انرژی؛ قبل از ارائهٔ نظریه‌ی نسبیت خاص توسط اینشتین و بیان هم‌ارزی جرم و انرژی، پایستگی جرم و پایستگی انرژی به عنوان دو اصل جداگانه شناخته می‌شدند.
- پایستگی تکانه (اندازهٔ حرکت خطی)
- پایستگی تکانه زاویه‌ای (اندازهٔ حرکت زاویه‌ای)
- پایستگی بار الکتریکی